# Believer (Band)
Believer ist eine christliche, progressive Thrash-Metal-Band aus Colebrook, Pennsylvania, USA, die im Jahr 1986 gegründet wurde.

## Geschichte
Die Band wurde im Jahr 1986 von Kurt Bachman (E-Gitarre, Gesang) und Joey Daub (Schlagzeug) gegründet. Kurze Zeit später stießen Gitarrist Dave Baddorf und Bassist Howe Kraft dazu. Recht bald erhielt die Band einen Vertrag bei R.E.X. Records. Das Debütalbum Extraction from Morality erschien im Jahr 1989 bei diesem Label. Es verhalf der Band zu einem Vertrag mit Roadrunner Records. Das zweite Album Sanity Obscure wurde im Jahr 1990 veröffentlicht. Wyatt Robertson war auf dem Album als neuer Bassist zu hören. Es folgte eine Tour durch Europa zusammen mit Sacrifice und Bolt Thrower.
Nach der Tour verließen Gitarrist Baddorf und Bassist Robertson die Gruppe. Für das dritte Album verstärkten die Band Violinist Scott Laird, dessen Schwester Julianne Laird als Sängerin sowie Cellist Glenn Fischbach als Session-Mitglieder. Jim Winters wurde neuer Bassist der Band. Das Album Dimensions kam im Jahr 1993 heraus. 1995 löste sich die Band vorerst auf.
Believer fand sich im Jahr 2007 wieder zusammen, um das Album Gabriel zu veröffentlichen. Neben Bachman and Daub bestand die Band nun aus Keyboarder und Programmierer Jeff King, Gitarrist Kevin Leaman sowie Bassist und Programmierer Elton Nestler. Die Band stand von diesem Zeitpunkt an bei Metal Blade Records unter Vertrag.
Im Jahr 2011 verließ Elton Nestler die Band. Die übrigen Musiker machten sich dagegen daran, ein neues Album aufzunehmen. Transhuman erschien im April 2011 über Metalblade Records.
Seit 2017 erscheint ein neues Album Stück für Stück in Form von bislang drei Singlesmit den Namen 1 of 5, 2 of 5 und 3 of 5.

## Stil
Believer spielen technisch anspruchsvollen Thrash-Metal, der oft als „Technical Thrash Metal“ oder „Progressive Thrash Metal“ bezeichnet wird. Der Gesang ist variabel gehalten, auch die einzelnen Stücke können sehr abwechslungsreich ausfallen, da zum einen technische Elemente wie Samples, aber auch Elemente aus der Klassik zum Einsatz kommen. Die Band wird mit anderen Bands wie Anacrusis, Toxik, Realm und Extol verglichen.

## Diskografie
- The Return (Demo, 1987, Eigenveröffentlichung)
- Extraction from Mortality (Album, 1989, R.E.X. Records)
- Sanity Obscure (Album, 1990, R.E.X. Records)
- Stop the Madness (Single, 1991, Roadrunner Records)
- The Ultimate Collectors Video: Home Video (VHS, 1991, Loud Videos)
- Dimensions (Album, 1993, R.E.X. Records)
- Gabriel (Album, 2009, Metal Blade Records)
- Transhuman (Album, 2011, Metal Blade Records)
- 1 of 5 (Single, 2017)
- 2 of 5 (Single, 2017)
- 3 of 5 (Single, 2017)